# Municipio de Poza Rica de Hidalgo
El municipio de Poza Rica de Hidalgo es uno de los 212 municipios del estado mexicano de Veracruz. Su cabecera es la localidad de Poza Rica de Hidalgo. El municipio es parte de la Zona metropolitana de Poza Rica.

## Geografía
El municipio de Poza Rica colinda al oeste con el municipio de Tihuatlán, al este con el municipio de Papantla y al sur con el municipio de Coatzintla.

## Localidades
El municipio de Poza Rica cuenta con 27 localidades.
| Localidad            | Población (2020) |
| -------------------- | ---------------- |
| Poza Rica de Hidalgo | 180 057          |
| Arroyo del Maíz Uno  | 4 975            |
| El Mollejon          | 1 380            |

## Gobierno

### Presidentes municipales
| Presidente municipal               | Periodo   | Partido | Partido                              |
| ---------------------------------- | --------- | ------- | ------------------------------------ |
| Jorge José Elías Rodríguez         | 2001-2004 |         | Partido Revolucionario Institucional |
| Guadalupe Velázquez Casanova       | 2005-2007 |         | Partido Acción Nacional              |
| Pablo Anaya Rivera                 | 2008-2010 |         | Partido Revolucionario Institucional |
| Marco Aurelio Alarcón Trueba       | 2011-2013 |         | Partido Revolucionario Institucional |
| Armando Kirsch Ramos               | 2013      |         | Partido Revolucionario Institucional |
| Sergio Lorenzo Quiroz Cruz         | 2014-2017 |         | Partido Revolucionario Institucional |
| Francisco Javier Velázquez Vallejo | 2018-2021 |         | Movimiento Regeneración Nacional     |
| Fernando Luis Remes Garza          | 2022-2025 |         | Movimiento Regeneración Nacional     |